# Garry's Mod
Garry's Mod, forkortet til GMod, er en udvidelse til spillet Half-Life 2 lavet af Garry Newman. Garry's Mod er et sandkasse spil der udnytter Valves Source Engine til at skabe fysikkens love i spillet. Man vælger en bane og så kan man gøre hvad man har lyst til. Du kan bygge store komplicerede maskiner eller du kan bare kaste rundt med ting og sager. Spillet, som findes på Steam, har et stort fællesskab der laver add-ons/mods til spillet inde i Steam Workshop. Man kan så downloade de addons/mods og lege rundt med de ting som folk har lavet.
Garry's Mod har også en multiplayer-del, hvor der er forskellige spillevarianter som man kan spille. Et eksempel er Trouble in Terrorist Town, forkortet til TTT, hvor der er en gruppe terrorister og iblandt de terrorister er nogle forrædere som skal dræbe de andre uden at blive opdaget. De andre terrorister ved ikke hvem forræderen/forræderne er og må derfor arbejde sammen med detektiverne for at kunne finde ud af hvem forræderen/forræderne er. Der er også Zombie Survival hvor der er en gruppe overlevende som skal overleve en zombie-apokalypse. Nogle af spillerne starter som zombier og skal inficere de andre spillere så de også bliver til zombier. Så er der Sandbox, som bare er normal Garry's Mod med flere spillere hvor man har friheden til at gøre alt inden for spillets grænser, og de regler som ejeren af serveren sætter på forhånd. Der er også DarkRP, som er baseret på virkeligheden hvor der er jobs som du kan få penge fra til fx Mad, Biler og våben..
Garry's Mod ejes af Facepunch Studios.